# ジャネット・ベイカー
デイム・ジャネット・アボット・ベイカー, CH DBE FRSA（英語：Dame Janet Abbott Baker, CH DBE FRSA、1933年8月21日 - ）は、英国（イングランド）の声楽家（メゾソプラノ）。オペラ、コンサート、歌曲の歌手として英国では最もよく知られている。
彼女は特にバロックや初期イタリアのオペラ、ベンジャミン・ブリテンの作品との関わりが深かった。 1950年代から1980年代にかけて、彼女は傑出した歌う女優とみなされ、その劇的な力強さで広く賞賛された。おそらくベルリオーズの大作『トロイアの人々』の悲劇的なヒロインであるディードーの有名な演技が最も代表的である。コンサートや歌曲においても、グスタフ・マーラーとエドワード・エルガーの演奏者として特筆された。デビッド・ガットマンは、グラモフォン誌において、彼女のマーラー『亡き子をしのぶ歌』の演奏を「親密で、ほとんど自己対話のようだ」と評した。

## 経歴

### 若年期
ジャネット・アボット・ベイカーは、ウェスト・ライディング・オブ・ヨークシャーのハットフィールドで生まれた。彼女の父親は、エンジニアであり、聖歌隊員でもあった。彼女の家族は、ドンカスターのベントレーの整備工場で働いていた。彼女はヨーク・カレッジ・フォー・ガールズ（en:York College for Girls）に通学し、次にグリムスビーのウィントリンハム・ガールズ・グラマー・スクール（en:Wintringham Girls' Grammar School）に通学した。彼女が10歳のとき、兄のピーターが心臓病で亡くなったことが、残りの人生に責任を負うようになったきっかけだった、と2011年9月のBBCラジオ3レブレヒトインタビューで明かしている。
まず彼女は銀行で働いた。その後1953年にロンドンに移り、そこでマリエル・セント・クレア、ヘレン・イセップ、ロッテ・レーマンに師事した。ヘレンの息子マーティン・イセップは後に彼女の常連の伴奏者になっている。 1956年にバスに轢かれ、脳震盪と、持続的に痛む背中の怪我を負った。その同じ年、彼女はウィグモア・ホールでのキャスリーン・フェリア・メモリアル・コンペティションで2位になり、全英中の注目を集めた。

### デビュー
1956年、彼女はオックスフォード大学のオペラクラブで、スメタナ『秘密』のミス・ロザとして舞台デビューした。同じ年、彼女はグラインドボーン音楽祭にもデビューした。 1959年、彼女はヘンデルオペラ協会の『ロデリンダ』でエドゥイジェを歌った。他には、後にレイモンド・レッパードと傑出した録音を行った『アリオダンテ』（1964）、『オルランド』（1966）などのヘンデル作品の役を務めている。

### オペラ
オールドバラ音楽祭のイングリッシュオペラグループで、彼女は1962年にパーセル『ディドとエネアス』のディド、ベンジャミン・ブリテン編曲版『ベガーズ・オペラ』のポリー、ブリテン『ルクレティアの陵辱（英語版）』のルクレティアを歌った。グラインドボーンでは、彼女は再びディド（1966）として、フランチェスコ・カヴァッリ『カリスト（英語版）』ではダイアナ/ジュピターとして、モンテヴェルディ『ウリッセの帰還（英語版）』ではペネロペとして登場した。スコティッシュ・オペラ（英語版）では、モーツァルト『コジ・ファン・トゥッテ』でドラベッラ、ベルリオーズ『トロイアの人々」でディードー、パーセル『ディドとエネアス』でディド、リヒャルト・シュトラウス『ばらの騎士』でオクタヴィアン、同『ナクソス島のアリアドネ』で作曲家、グルック『オルフェオとエウリディーチェ』ではオルフェオを歌った。オルフェオは彼女の代表的な役とみなされ、彼女は多くのプロダクションでそれを歌い、その演技はグラインドボーンで収録されビデオで観ることができる（以下を参照）。
1966年、彼女はコヴェント・ガーデンのロイヤル・オペラ・ハウスにブリテン『夏の夜の夢』のハーミアとしてデビューし、その後、ベルリオーズのディードー、ブリテン『オーウェン・ウィングレイヴ（英語版）』のケイト、モーツァルト『皇帝ティートの慈悲』のヴィッテリアと『イドメネオ』のイダマンテ、ウィリアム・ウォルトン『トロイラスとクレシダ（英語版）』のクレシダ、グルック『アルチェステ』のタイトルロール（1981）を歌った。イングリッシュ・ナショナル・オペラでは、モンテヴェルディ『ポッペーアの戴冠』（1971）、マスネ『ウェルテル』のシャルロット、ドニゼッティ『マリア・ストゥアルダ（英語版）』とヘンデル『ジューリオ・チェーザレ』のタイトルロールを歌った。

### オラトリオと歌曲
同じ時期に、彼女はオラトリオ役とソロリサイタルの両方で、コンサートホールの聴衆と等しく強い衝撃を与えた。彼女の最も注目すべき業績の中には、1964年12月にジョン・バルビローリと、20年以上後にサイモン・ラトルと共演したエルガー『ゲロンティアスの夢』の天使の録音がある。彼女の1965年のエルガー『海の絵』とマーラー『リュッケルト歌曲集』もバルビローリと録音された。また、1965年から、デイビッド・ウィルコックス（英語版）の下で、レイフ・ヴォーン・ウィリアムズのクリスマスオラトリオ『ホーディー（英語版）』の最初の商業録音を行なった。 1963年、彼女はBBCプロムスのデビュー出演となったレオポルド・ストコフスキーの指揮の下、プロムスでは初となるマーラー交響曲第2番『復活』のコントラルトパートを歌った。また、彼女は1971年にボストンで開催されたピーボディ・メイソン・コンサート（英語版）シリーズに出演した。
1976年には、ブリテンが彼女のために書いた独唱カンタータ『フェードラ（英語版）』を初演した。ドミニク・アルジェント（英語版）がピューリッツァー賞を受賞した連作歌曲『バージニア・ウールフの日記から（英語版）』も彼女の声を念頭に置いて書かれており、彼女が初演している。また、ブラームス『アルト・ラプソディ』、ワーグナー『ヴェーゼンドンク歌曲集』、フランス、ドイツ、英国のレパートリーの独唱曲など、洞察力に富んだ演奏で高く評価されている。

### 引退
彼女の最後のオペラ出演は、1982年7月17日にグラインドボーンで開催されたグルック『オルフェオとエウリデーチェ』のオルフェオであった。1988年5月、彼女はニューヨークのオラトリオ協会のコンサートでその役を繰り返し演奏した（これが米国との予告なしの別れとなった）。その後も歌曲のリサイタルを続けていたが、1989年に引退した（ただし、1990年1月に少数の録音を行っている）。彼女は1982年に回想録『Full Circle』を出版した。1991年、彼女はヨーク大学の学長に選出され、2004年にグレッグ・ダイク（英語版）に引き継ぐまでその地位にあった。リーズ国際ピアノコンクールの熱狂的な後援者でもあり、2009年の閉会式で挨拶を行なった。

## 栄誉と受賞
- 1968年 シグマ・アルファ・イオタ国際音楽友愛会の名誉会員（アメリカ・カリフォルニア州・オクシデンタル大学のアルファ・オミクロン・チャプターから）[17]
- 1970年 大英帝国勲章コマンダー（CBE）[18][19]
- 1975年 グラミー賞[20]
- 1976年 大英帝国勲章デイムコマンダー（DBE）[18][19]
- 1977年 グラミー賞[20]
- 1978年 王立北部音楽大学（en:Royal Northern College of Music）のフェローシップ（FRNCM）[21]
- 1979年 レオニー・ソニング音楽賞（デンマーク）
- 1983年 The Bach Choir（英語版）副代表[22]
- 1987年 ロイヤル・フィルハーモニック協会名誉会員
- 1990年 ロイヤル・フィルハーモニック協会ゴールドメダル
- 1993年 コンパニオン・オブ・オナー勲章（CH）[23]
- 2007年 Distinguished Musician Award（Incorporated Society of Musicians（英語版）から）
- 2011年 シティ・オブ・ロンドンで開催されたセレモニーでWorshipful Company of Musicians（英語版）の名誉フリーマン[24]（同Companyがミュージシャンに授ける最高の名誉）[25]
- 2012年 グラモフォン誌の初代殿堂に選出[26]

## 私生活
彼女は1957年にハロー（英語版）でジェームズ・キース・シェリーと結婚した。彼は彼女のマネージャーになり、演奏活動に同行した。二人は彼女のキャリアのために子供を持たないことに決めた。
歌手を引退した後、彼女はいくつかの朗読の役を演じ、録音した。たとえば、ブリテンの付随音楽『ペネロペの救助』のナレーター役などである。後年、2009年のリーズでのイベントのように時折公の場に出ることを除いては、彼女は「親しい友人以外とは何もしない」と言った。これらの友人とは、歌手のフェリシティ・ロット、ピアニストのイモージェン・クーパー、指揮者のジェーン・グラヴァー、女優のパトリシア・ラウトリッジ（英語版）などであり、全て2019年に上映されたBBCのドキュメンタリー番組「Janet Baker in her own words」に出演している。夫が脳卒中を起こした後、彼女は家で夫の世話をした。

## 録音
- Bellini: I Capuleti e i Montecchi, Beverly Sills, Robert Lloyd, Nicolai Gedda, Raimund Herincx, John Alldis Choir, New Philharmonia Orchestra, conducted by Giuseppe Patanè. 1975. Studio recording. EMI Records Ltd.
- Berlioz: Béatrice et Bénédict, with Christiane Eda-Pierre, Helen Watts, Robert Tear, London Symphony Orchestra, Colin Davis. Recorded Henry Wood Hall, 19–22 December 1977. LP Philips 6700 121.  CD 416 952 2.
- Berlioz: Les Troyens : scenes from Act V and La Mort de Cléopâtre, London Symphony Orchestra, Alexander Gibson. Recorded Watford Town Hall, 14–15 September 1969. LP - ASD2516, CD CDM7 69544 2.
- Berlioz: L’Enfance du Christ, Op.25 - John Alldis Choir, London Symphony Orchestra, Colin Davis. Recorded Watford Town Hall, 24–28 October 1976. LP Philips 6700 106,  CD 415 949 2.
- Berlioz: La Mort de Cléopâtre (with Herminie and 5 songs), London Symphony Orchestra, Sir Colin Davis cond. (Philips, rec. 03/1979)
- Britten: Spring Symphony, op44, with Sheila Armstrong, Robert Tear, London Symphony Orchestra, André Previn. Recorded Kingsway Hall, 28–29 June 1978. LP ASD3650, CD CDC7 47667 2
- Delius: Songs of Sunset, John Shirley-Quirk, Royal Liverpool Philharmonic Orchestra and Chorus, Charles Groves
- Elgar: The Dream of Gerontius, Hallé Orchestra, John Barbirolli. Recorded December 1964.
- Elgar: The Dream of Gerontius, City of Birmingham Symphony Orchestra, CBSO Chorus, Simon Rattle. Recorded September 1986.
- Elgar: Sea Pictures, Op. 37, London Symphony Orchestra, John Barbirolli. Recorded 30 August 1965, Abbey Road Studio 1. LP - ASD655, CD CDC7 47329 2
- Gluck: Orpheus and Euridice at Glyndebourne Festival Opera, conducted by Raymond Leppard. On video. Copyright 1982 by National Video Corporation, Limited.
- Handel: Julius Caesar with the English National Opera; Charles Mackerras conducting (Chandos CHAN 3019; recorded 1–7 August 1984; released 1999). A studio-made video of the ENO production, recorded at Limehouse Studio, was released on video and later DVD.
- Mahler: Kindertotenlieder with The Hallé Orchestra; John Barbirolli conducting (EMI LP cat. no. ASD 2338; released 1968)
- Mahler: Das Lied von der Erde with the Royal Concertgebouw Orchestra under Bernard Haitink (Philips, 1975)
- Mahler: Symphony No. 2 with the London Symphony Orchestra, BBC Chorus etc., Leopold Stokowski conducting (BBC Proms 1963); (BBC Legends)
- Mahler: Symphony No. 2 with the Berliner Philharmoniker, Chor der St. Hedwigs-Kathedrale, Berlin, etc., Sir John Barbirolli conducting (EMI, 1965)
- Mahler: Symphony No. 2, City of Birmingham Symphony Orchestra, CBSO Chorus, Simon Rattle. Recorded 1986.
- Mahler: Symphony No. 2 in "The Klemperer Legacy"; Chor und Symphonie-Orchester des Bayerischer Rundfunks ; Otto Klemperer conducting (EMI, 1998)
- Mozart: Cosi fan tutte, conducted by Colin Davis (Philips, 1974)
- Mozart: La clemenza di Tito, conducted by Colin Davis (Philips, 1977)
- Purcell: Dido and Aeneas, conducted by Anthony Lewis, English Chamber Orchestra, The St. Anthony Singers; rec. Oct. 1961; with Raimund Herincx as Aeneas. Decca Legendary Performances/UMG. SOL 60047.
- Rameau: Hippolyte et Aricie, conducted by Anthony Lewis, English Chamber Orchestra, The St. Anthony Singers; rec. 1966; with Robert Tear as Hippolyte and Angela Hickey as Aricie. L'oiseau Lyre.
- Schubert: Lieder.  A double-CD with pianists Gerald Moore and Geoffrey Parsons, containing forty-two songs.  EMI classics, 7243 5 69389 2

## DVD
- グラインドボーン音楽祭オペラ：ガライブニング（1992）、Arthaus Musik DVD、100-432、2004